# Voglio le tue mani/In una notte così
Voglio Le Tue Mani/In Una Notte Così è un 45 giri del cantante pop italiano Riccardo Fogli, pubblicato nel 1992.
Entrambe le tracce sono contenute nell'album Teatrino meccanico uscito nello stesso anno.
Questo 45 giri contiene nel lato A Voglio Le Tue Mani che venne presentata al Festivalbar di quell'anno, il lato B In Una Notte Così fu presentato al festival di San Remo sempre nel 1992.

## Tracce
1. A - Voglio Le Tue Mani
2. B - In Una Notte Così